# Rocca aldobrandesca (Campagnatico)
La Rocca aldobrandesca è un edificio situato nel centro storico del comune italiano di Campagnatico, nella provincia di Grosseto, in Toscana.

## Storia
Una prima fortificazione venne costruita nel corso del X secolo dagli Aldobrandeschi e, nel corso dei secoli successivi, vennero completati i lavori di incastellamento del borgo che ebbero termine nel XIII secolo con la realizzazione della rocca e della cinta muraria. Proprio nel corso del secolo iniziò inoltre a farsi sentire l'influenza senese che determinò una serie di conflitti che culminarono con l'uccisione di Omberto Aldobrandeschi, episodio ricordato anche da Dante Alighieri nella Commedia (Purgatorio, XI, 52-72).
Tra la fine del XIII e gli inizi del XIV secolo il luogo venne completamente assoggettato alla Repubblica di Siena. Dopo alcuni danneggiamenti subiti dalla rocca e dalla cinta muraria tra la seconda metà del XIV e gli inizi del XV secolo, l'intero complesso fortificato fu completamente ristrutturato utilizzando i materiali di recupero in pietra.
A metà Cinquecento, con la definitiva caduta di Siena, Campagnatico e la sua rocca entrarono a far parte del Granducato di Toscana e, da allora, ne seguirono le sorti. Nei secoli successivi la rocca ha subito alcuni interventi di ristrutturazione e rimaneggiamento che hanno modificato in parte il suo aspetto originario.

## Descrizione
La Rocca aldobrandesca di Campagnatico si trova in posizione dominante sull'intero abitato, sulla Valle dell'Ombrone e su tutto il territorio collinare circostante.
Il complesso è costituito da una torre a sezione quadrangolare, con un imponente basamento a scarpa. Le pareti sono completamente rivestite in pietra, con alcune finestre che si aprono ad altezze diverse; su un lato, la torre è addossata ad un'alta cortina muraria che rende il complesso ancora più possente.
Attorno alla torre si trovano alcuni edifici in pietra, originariamente facenti parte del complesso, che hanno subito alcune modifiche nei secoli scorsi.